# 漱口水
漱口水（mouthwash）又称漱口剂、漱口液、口腔漱洗液（oral rinse），是用于漱口的液体，属于口腔卫生产品。
漱口水多具有杀除牙垢中细菌的功能，並防止由其引起的龋齿、齿龈炎和口臭的功效。防蛀漱洗液通過使用氟化物，從而保护牙齒並防止龋齿。漱口水也有助於清除喉咙部分的粘液与食物残渣。
要保持口腔及牙齒健康，應每天早晚刷牙及使用牙線清潔牙縫，以為漱口水可取代刷牙及牙線是不利口腔衛生的嚴重誤解。口腔健康正常的人無需頻繁使用漱口水，使用具有殺菌成分，如氯己定（chlorhexidine）的漱口水時，會把對口腔有益的細菌一併殺死，導致口腔的細菌失去生態平衡，反而不利口腔的健康。

## 成分

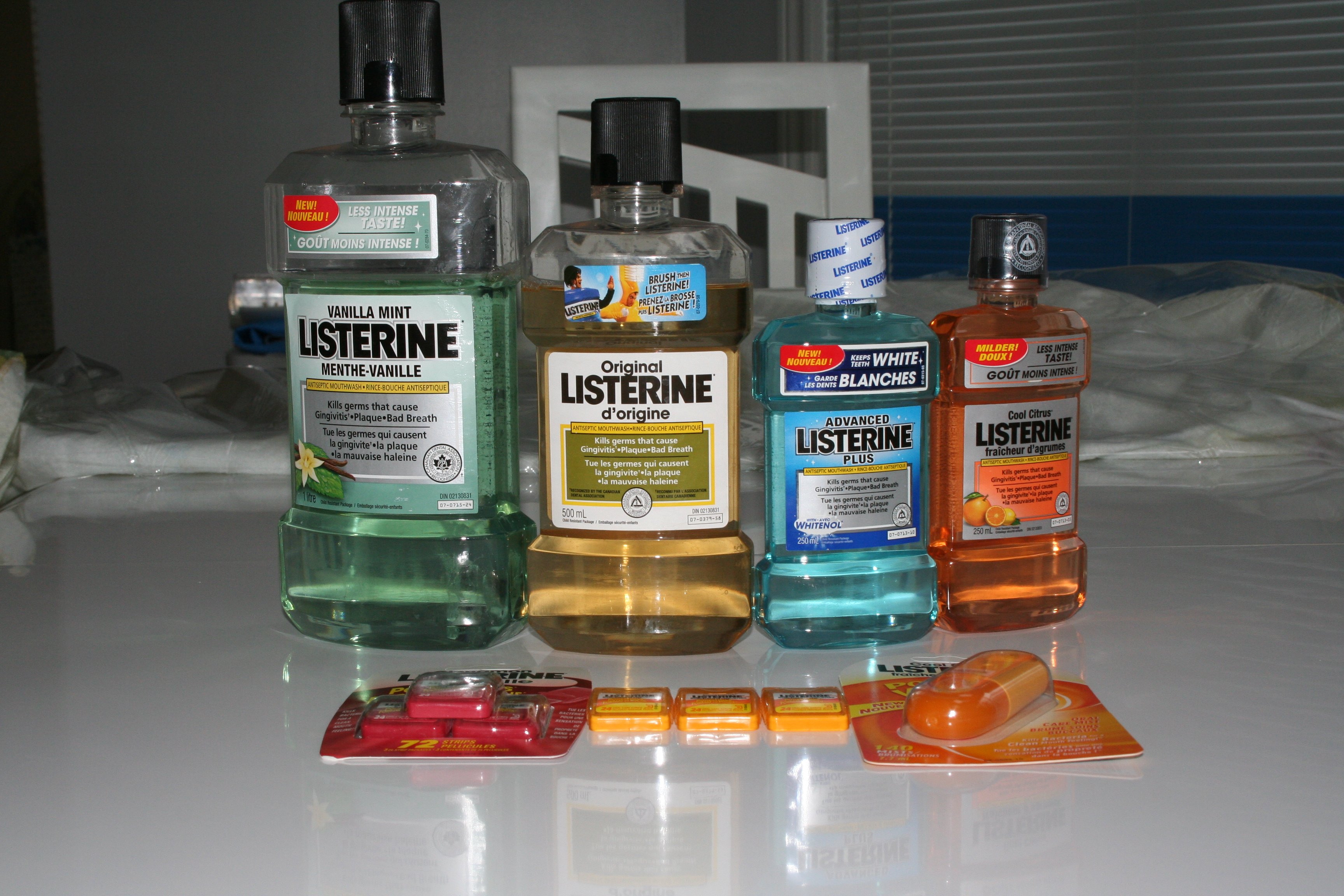
李施德霖漱口水

在市面上的漱口液中，通常包含石炭酸、百里酚，桉樹腦，苯扎氯铵，西吡氯铵，尼泊金甲酯，过氧化氢，度美芬。有的含有氟化物，生物酶和钙。其他成分还包括水，甜味剂，如山梨醇、蔗糖、三氯蔗糖、糖精钠与木糖醇 （也起到抑制细菌的作用）。
多數漱口液商品pH值呈弱酸性。如果有胃灼热，胃酸逆流或胃酸消化不良等徵狀，建議使用中性pH值的漱口液，避免受刺激。